# Casa Esquerre
La casa Esquerre es un edificio de la ciudad de Concepción, Chile, ubicado en la calle Barros Arana, en la esquina con la calle Salas.
Inaugurado en 1928 y diseñado por el arquitecto Ernesto Loosli (quien además diseñó el Edificio Baldi, así como otras edificaciones de la ciudad), corresponde a un referente del Art decó. Durante años se utilizó con fines comerciales, como fábrica y venta de vestuario industrial, y como agencia de turismo.
Este edificio es considerado Patrimonio Arquitectónico de la ciudad de Concepción. Para el año 2010, fecha en que ocurrió un terremoto que afectó a la ciudad, sólo se conservaba la fachada del edificio.
En una placa conmemorativa que figura en su fachada puede leerse lo siguiente:

«Edificio de influencias deco y expresionistas, destaca por la incorporación de elementos arquitectónicos propios del lenguaje deco como el uso de grecas, frisos y ornamentos geometrizados en sobrerelieve tanto en muros como en antetechos.»
Placa conmemorativa.

## Historia

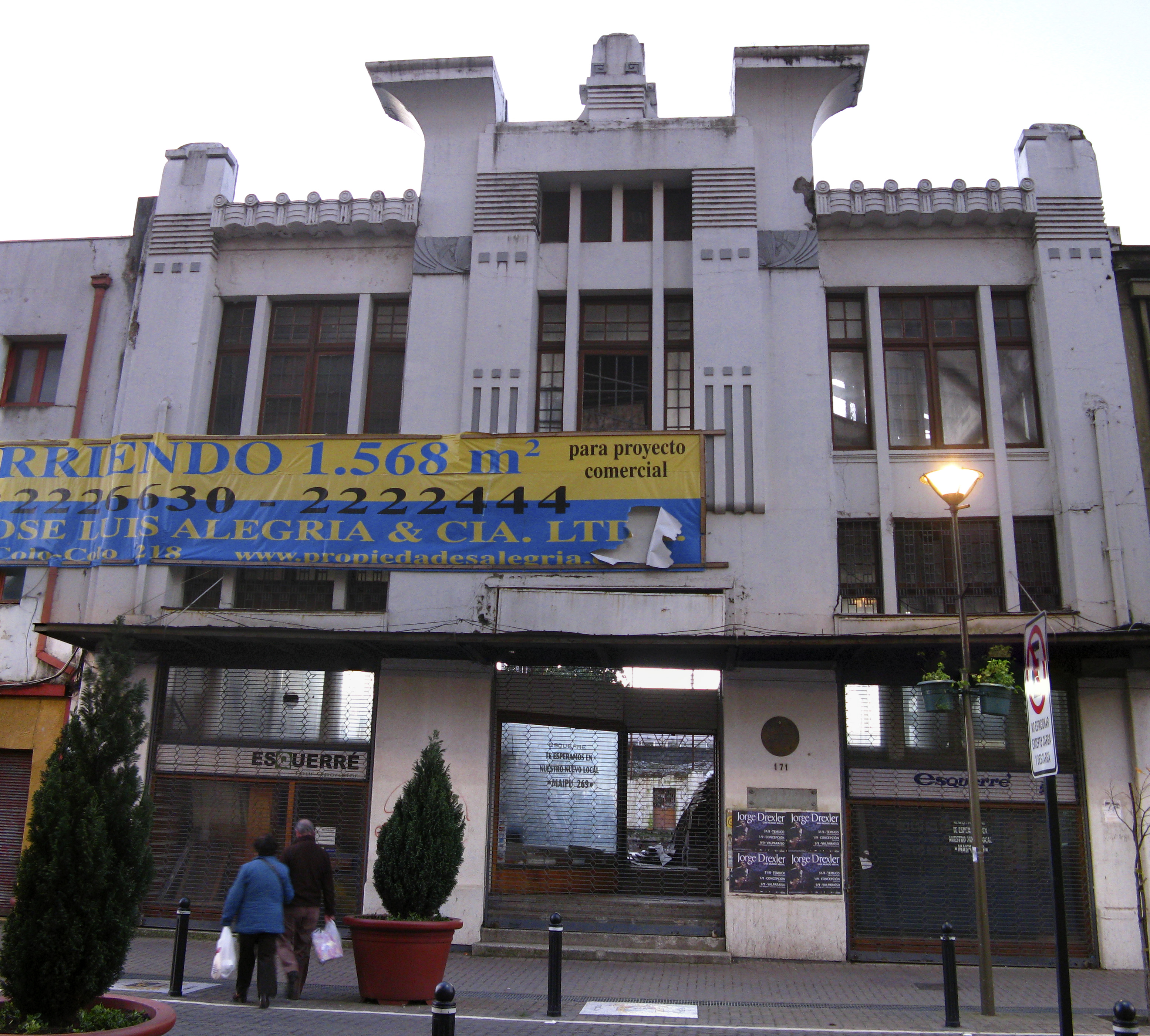
Fachada de la Casa Esquerre en julio de 2012, con un aviso obstruyendo su visibilidad

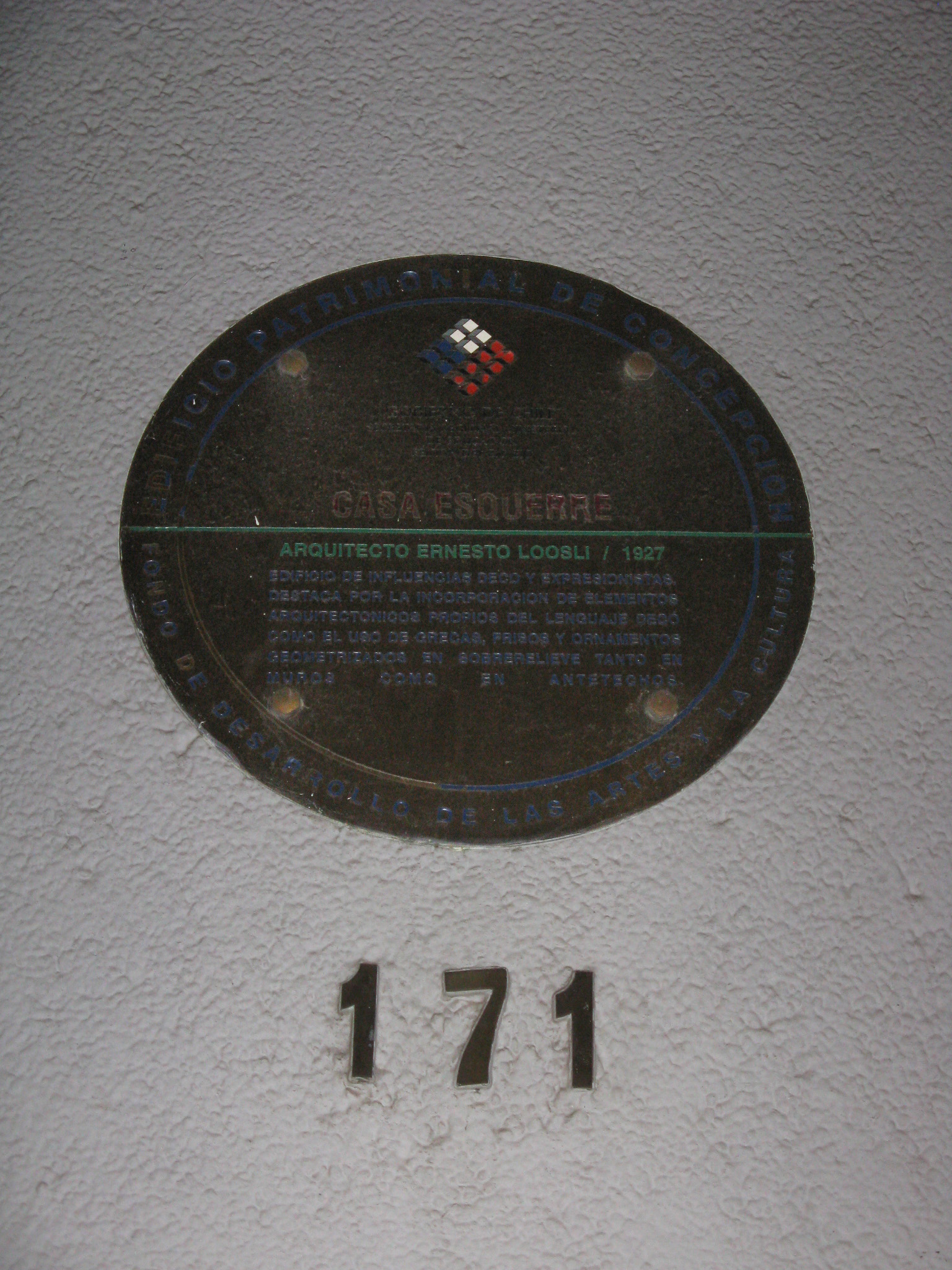
Placa conmemorativa de la Casa Esquerre

Entre 1903 y 1910 llegaron a la Región del Biobío desde Francia los hermanos Fulgense, Francois, Pierre y Jean Esquerré. El francés Adrián Haran, dueño de la empresa Haran y Cía. Ltda., fundada en Concepción en 1885, decide incorporarlos en su compañía de exportación de artículos industriales, haciéndolos más tarde socios de ésta.
Luego del inicio de la Primera Guerra Mundial, los hermanos Esquerre deciden regresar a Francia para defender a su patria. Francois falleció, en tanto que Pierre sufrió graves heridas. Jean fue el único que regresó a Concepción y a la compañía. En 1925, con el auge de la industria textil, decide cambiar el giro de la empresa por el de compra de telas, convirtiéndose en una de las empresas textiles más importantes del sur de Chile.
En medio de esta expansión es que Jean encarga al arquitecto Ernesto Loosli la construcción de la Casa Esquerre. Posteriormente, sus hijos Francois, Jacques y Paul prosiguieron con la empresa. Más tarde, Jack Esquerré, perteneciente a la tercera generación de la familia inmigrante, quedaría a cargo de la edificación.